# Qelëz
Qelëz – wieś położona w północnej części Albanii w gminie Qelëz. Wieś znajduje się 85 kilometrów od stolicy państwa, Tirany.

## Demografia
Według spisu ludności z 2001 roku we wsi Qelëz mieszkało 1173 mieszkańców.